# Lago Lezama
Lago Lezama är en sjö i Argentina.   Den ligger i provinsen Chubut, i den sydvästra delen av landet, 1 400 km sydväst om huvudstaden Buenos Aires. Lago Lezama ligger 641 meter över havet. Arean är 6,9 kvadratkilometer. Den sträcker sig 5,3 kilometer i nord-sydlig riktning, och 4,9 kilometer i öst-västlig riktning.
Omgivningarna runt Lago Lezama är huvudsakligen savann. Trakten runt Lago Lezama är nära nog obefolkad, med mindre än två invånare per kvadratkilometer.